# John O'Donovan (studioso)
John O'Donovan (Seán Ó Donnabháin in gaelico; Atateemore, 25 luglio 1806 – Dublino, 10 dicembre 1881) è stato uno scrittore e glottologo irlandese, noto per aver curato, nella metà del XIX secolo, l'edizione integrale presso la Royal Irish Society degli Annali dei Quattro Maestri, testo fondamentale per lo studio della storia e della mitologia irlandese.